# Ajmalicin
Az ajmalicin (más néven δ-yohimbine vagy raubasin) egy magas vérnyomás csökkentésére szolgáló (antihipertenzív) gyógyszer. 
Olyan alkaloid, ami számos növényben megtalálható, például a rauvolfia, a rózsás meténg (Catharanthus roseus), és a Mitragyna speciosa (kratomként is ismert).
Az ajmalicinhez szerkezetileg hasonlóak a yohimbine, a rauwolscine és más yohimbine származékok. α1-adrenerg receptor antagonistaként viselkedik, mint például a corynanthine.
A hatóanyaga számos készítménynek, ilyenek például a következő gyógyszerek: Card-Lamuran, Circolene, Cristanyl, Duxil, Duxor, Hydroxysarpon, Iskedyl, Isosarpan, Isquebral, Lamuran, Melanex, Raunatin, Saltucin Co, Salvalion, Sarpan.

## Fordítás
Ez a szócikk részben vagy egészben  az   Ajmalicine című angol Wikipédia-szócikk fordításán alapul.  Az eredeti cikk szerkesztőit annak laptörténete sorolja fel. Ez a jelzés csupán a megfogalmazás eredetét és a szerzői jogokat jelzi, nem szolgál a cikkben szereplő információk forrásmegjelöléseként.